# Hail Grenada
Hail Grenada este imnul național al Grenadei de la câștigarea independenței, în 1974. Textul este scris de Irva Merle Baptiste, iar muzica este compusă de Louis Arnold Masanto.

### Hail Grenada(engl.)
Hail! Grenada, land of ours,
We pledge ourselves to thee,
Heads, hearts and hands in unity
To reach our destiny.
Ever conscious of God,
Being proud of our heritage,
May we with faith and courage
Aspire, build, advance
As one people, one family.
God bless our nation.